# Hossein Kanaanizadegan
Mohammad Hossein Kanaanizadegan (in persiano محمدحسین کنعانی‌زادگان‎; Mahshahr, 23 marzo 1994) è un calciatore iraniano, difensore del Persepolis e della nazionale iraniana.

## Caratteristiche tecniche
È un difensore centrale.

## Carriera

### Nazionale
Ha esordito con la nazionale iraniana l'11 giugno 2015 disputando l'amichevole vinta 1-0 contro l'Uzbekistan.

## Statistiche

### Cronologia presenze e reti in nazionale
| Cronologia completa delle presenze e delle reti in nazionale ― Iran | Cronologia completa delle presenze e delle reti in nazionale ― Iran | Cronologia completa delle presenze e delle reti in nazionale ― Iran | Cronologia completa delle presenze e delle reti in nazionale ― Iran | Cronologia completa delle presenze e delle reti in nazionale ― Iran | Cronologia completa delle presenze e delle reti in nazionale ― Iran | Cronologia completa delle presenze e delle reti in nazionale ― Iran | Cronologia completa delle presenze e delle reti in nazionale ― Iran |
| Data                                                                | Città                                                               | In casa                                                             | Risultato                                                           | Ospiti                                                              | Competizione                                                        | Reti                                                                | Note                                                                |
| ------------------------------------------------------------------- | ------------------------------------------------------------------- | ------------------------------------------------------------------- | ------------------------------------------------------------------- | ------------------------------------------------------------------- | ------------------------------------------------------------------- | ------------------------------------------------------------------- | ------------------------------------------------------------------- |
| 11-6-2015                                                           | Tashkent                                                            | Uzbekistan                                                          | 0 – 1                                                               | Iran                                                                | Amichevole                                                          | -                                                                   |                                                                     |
| 16-6-2015                                                           | Daşoguz                                                             | Turkmenistan                                                        | 1 – 1                                                               | Iran                                                                | Qual. Mondiali 2018                                                 | -                                                                   |                                                                     |
| 5-10-2017                                                           | Teheran                                                             | Iran                                                                | 2 – 0                                                               | Togo                                                                | Amichevole                                                          | -                                                                   | 74’                                                                 |
| 15-11-2018                                                          | Teheran                                                             | Iran                                                                | 1 – 0                                                               | Trinidad e Tobago                                                   | Amichevole                                                          | -                                                                   |                                                                     |
| 20-11-2018                                                          | Doha                                                                | Iran                                                                | 1 – 1                                                               | Venezuela                                                           | Amichevole                                                          | -                                                                   |                                                                     |
| 24-12-2018                                                          | Doha                                                                | Iran                                                                | 1 – 1                                                               | Palestina                                                           | Amichevole                                                          | -                                                                   |                                                                     |
| 12-1-2019                                                           | Abu Dhabi                                                           | Vietnam                                                             | 0 – 2                                                               | Iran                                                                | Coppa d'Asia 2019 - 1º turno                                        | -                                                                   |                                                                     |
| 16-1-2019                                                           | Dubai                                                               | Iran                                                                | 0 – 0                                                               | Iraq                                                                | Coppa d'Asia 2019 - 1º turno                                        | -                                                                   |                                                                     |
| 24-1-2019                                                           | Abu Dhabi                                                           | Cina                                                                | 0 – 3                                                               | Iran                                                                | Coppa d'Asia 2019 - Quarti di finale                                | -                                                                   |                                                                     |
| 28-1-2019                                                           | al-'Ayn                                                             | Iran                                                                | 0 – 3                                                               | Giappone                                                            | Coppa d'Asia 2019 - Semifinale                                      | -                                                                   |                                                                     |
| 6-6-2019                                                            | Doha                                                                | Iran                                                                | 5 – 0                                                               | Siria                                                               | Amichevole                                                          | -                                                                   | 54’                                                                 |
| 11-6-2019                                                           | Seul                                                                | Corea del Sud                                                       | 1 – 1                                                               | Iran                                                                | Amichevole                                                          | -                                                                   |                                                                     |
| 10-9-2019                                                           | Hong Kong                                                           | Hong Kong                                                           | 0 – 2                                                               | Iran                                                                | Qual. Mondiali 2022                                                 | -                                                                   |                                                                     |
| 10-10-2019                                                          | Teheran                                                             | Iran                                                                | 14 – 0                                                              | Cambogia                                                            | Qual. Mondiali 2022                                                 | 1                                                                   |                                                                     |
| 15-10-2019                                                          | Riffa                                                               | Bahrein                                                             | 1 – 0                                                               | Iran                                                                | Qual. Mondiali 2022                                                 | -                                                                   |                                                                     |
| 14-11-2019                                                          | Amman                                                               | Iraq                                                                | 2 – 1                                                               | Iran                                                                | Qual. Mondiali 2022                                                 | -                                                                   |                                                                     |
| 8-10-2020                                                           | Tashkent                                                            | Uzbekistan                                                          | 1 – 2                                                               | Iran                                                                | Amichevole                                                          | -                                                                   |                                                                     |
| 12-11-2020                                                          | Sarajevo                                                            | Bosnia ed Erzegovina                                                | 0 – 2                                                               | Iran                                                                | Amichevole                                                          | -                                                                   |                                                                     |
| 30-3-2021                                                           | Teheran                                                             | Iran                                                                | 3 – 0                                                               | Siria                                                               | Amichevole                                                          | 1                                                                   |                                                                     |
| 3-6-2021                                                            | Arad                                                                | Iran                                                                | 3 – 1                                                               | Hong Kong                                                           | Qual. Mondiali 2022                                                 | -                                                                   |                                                                     |
| 7-6-2021                                                            | Riffa                                                               | Bahrein                                                             | 0 – 3                                                               | Iran                                                                | Qual. Mondiali 2022                                                 | -                                                                   | 45’ 83’                                                             |
| 15-6-2021                                                           | Arad                                                                | Iran                                                                | 1 – 0                                                               | Iraq                                                                | Qual. Mondiali 2022                                                 | -                                                                   |                                                                     |
| 2-9-2021                                                            | Teheran                                                             | Iran                                                                | 1 – 0                                                               | Siria                                                               | Qual. Mondiali 2022                                                 | -                                                                   |                                                                     |
| 7-9-2021                                                            | Doha                                                                | Iraq                                                                | 0 – 3                                                               | Iran                                                                | Qual. Mondiali 2022                                                 | -                                                                   |                                                                     |
| 7-10-2021                                                           | Dubai                                                               | Emirati Arabi Uniti                                                 | 0 – 1                                                               | Iran                                                                | Qual. Mondiali 2022                                                 | -                                                                   |                                                                     |
| 12-10-2021                                                          | Teheran                                                             | Iran                                                                | 1 – 1                                                               | Corea del Sud                                                       | Qual. Mondiali 2022                                                 | -                                                                   |                                                                     |
| 11-11-2021                                                          | Sidone                                                              | Libano                                                              | 1 – 2                                                               | Iran                                                                | Qual. Mondiali 2022                                                 | -                                                                   |                                                                     |
| 16-11-2021                                                          | Amman                                                               | Siria                                                               | 0 – 3                                                               | Iran                                                                | Qual. Mondiali 2022                                                 | -                                                                   |                                                                     |
| 27-1-2022                                                           | Teheran                                                             | Iran                                                                | 1 – 0                                                               | Iraq                                                                | Qual. Mondiali 2022                                                 | -                                                                   |                                                                     |
| 1-2-2022                                                            | Teheran                                                             | Iran                                                                | 1 – 0                                                               | Emirati Arabi Uniti                                                 | Qual. Mondiali 2022                                                 | -                                                                   |                                                                     |
| 24-3-2022                                                           | Seul                                                                | Corea del Sud                                                       | 2 – 0                                                               | Iran                                                                | Qual. Mondiali 2022                                                 | -                                                                   |                                                                     |
| 29-3-2022                                                           | Mashad                                                              | Iran                                                                | 2 – 0                                                               | Libano                                                              | Qual. Mondiali 2022                                                 | -                                                                   |                                                                     |
| 23-9-2022                                                           | Sankt Pölten                                                        | Uruguay                                                             | 0 – 1                                                               | Iran                                                                | Amichevole                                                          | -                                                                   |                                                                     |
| 27-9-2022                                                           | Maria Enzersdorf                                                    | Iran                                                                | 1 – 1                                                               | Senegal                                                             | Amichevole                                                          | -                                                                   | 46’                                                                 |
| 10-11-2022                                                          | Tehran                                                              | Iran                                                                | 1 – 0                                                               | Nicaragua                                                           | Amichevole                                                          | -                                                                   |                                                                     |
| 21-11-2022                                                          | Al Rayyan                                                           | Inghilterra                                                         | 6 – 2                                                               | Iran                                                                | Mondiali 2022 - 1º turno                                            | -                                                                   | 46’                                                                 |
| 23-3-2023                                                           | Tehran                                                              | Iran                                                                | 1 – 1                                                               | Russia                                                              | Amichevole                                                          | -                                                                   |                                                                     |
| 28-3-2023                                                           | Tehran                                                              | Iran                                                                | 2 – 1                                                               | Kenya                                                               | Amichevole                                                          | -                                                                   |                                                                     |
| 13-6-2023                                                           | Biškek                                                              | Iran                                                                | 6 – 1                                                               | Afghanistan                                                         | CAFA Nations Cup 2023 - 1º turno                                    | -                                                                   |                                                                     |
| 20-6-2023                                                           | Tashkent                                                            | Uzbekistan                                                          | 0 – 1                                                               | Iran                                                                | CAFA Nations Cup 2023 - Finale                                      | -                                                                   | 66’, 90’                                                            |
| 13-10-2023                                                          | Amman                                                               | Giordania                                                           | 1 – 3                                                               | Iran                                                                | Amichevole                                                          | -                                                                   | 49’                                                                 |
| 17-10-2023                                                          | Amman                                                               | Iran                                                                | 4 – 0                                                               | Qatar                                                               | Amichevole                                                          | 2                                                                   | 53’                                                                 |
| 16-11-2023                                                          | Teheran                                                             | Iran                                                                | 4 – 0                                                               | Hong Kong                                                           | Qual. Mondiali 2026                                                 | -                                                                   |                                                                     |
| 21-11-2023                                                          | Tashkent                                                            | Uzbekistan                                                          | 2 – 2                                                               | Iran                                                                | Qual. Mondiali 2026                                                 | -                                                                   | 48’                                                                 |
| 5-1-2024                                                            | Kish Island                                                         | Iran                                                                | 2 – 1                                                               | Burkina Faso                                                        | Amichevole                                                          | -                                                                   | 46’                                                                 |
| 9-1-2024                                                            | Al Rayyan                                                           | Iran                                                                | 5 – 0                                                               | Indonesia                                                           | Amichevole                                                          | -                                                                   | 46’                                                                 |
| 14-1-2024                                                           | Al Rayyan                                                           | Iran                                                                | 4 – 1                                                               | Palestina                                                           | Coppa d'Asia 2023 - 1º turno                                        | -                                                                   | 17’                                                                 |
| 19-1-2024                                                           | Al Rayyan                                                           | Hong Kong                                                           | 0 – 1                                                               | Iran                                                                | Coppa d'Asia 2023 - 1º turno                                        | -                                                                   |                                                                     |
| 23-1-2024                                                           | Al Rayyan                                                           | Iran                                                                | 2 – 1                                                               | Emirati Arabi Uniti                                                 | Coppa d'Asia 2023 - 1º turno                                        | -                                                                   | 61’                                                                 |
| 3-2-2024                                                            | Al Rayyan                                                           | Iran                                                                | 2 – 1                                                               | Giappone                                                            | Coppa d'Asia 2023 - Quarti di finale                                | -                                                                   |                                                                     |
| 7-2-2024                                                            | Doha                                                                | Iran                                                                | 2 – 3                                                               | Qatar                                                               | Coppa d'Asia 2023 - Semifinale                                      | -                                                                   |                                                                     |
| 21-3-2024                                                           | Tehran                                                              | Iran                                                                | 5 – 0                                                               | Turkmenistan                                                        | Qual. Mondiali 2026                                                 | 2                                                                   |                                                                     |
| 26-3-2024                                                           | Ashgabat                                                            | Turkmenistan                                                        | 0 – 1                                                               | Iran                                                                | Qual. Mondiali 2026                                                 | -                                                                   | 39’                                                                 |
| 11-6-2024                                                           | Teheran                                                             | Iran                                                                | 0 – 0                                                               | Uzbekistan                                                          | Qual. Mondiali 2026                                                 | -                                                                   |                                                                     |
| 10-9-2024                                                           | al-'Ayn                                                             | Emirati Arabi Uniti                                                 | 0 – 1                                                               | Iran                                                                | Qual. Mondiali 2026                                                 | -                                                                   | 90+6’                                                               |
| 14-11-2024                                                          | Vientiane                                                           | Corea del Nord                                                      | 2 – 3                                                               | Iran                                                                | Qual. Mondiali 2026                                                 | -                                                                   | 54’                                                                 |
| 19-11-2024                                                          | Biškek                                                              | Kirghizistan                                                        | 2 – 3                                                               | Iran                                                                | Qual. Mondiali 2026                                                 | -                                                                   |                                                                     |
| 20-3-2025                                                           | Tehran                                                              | Iran                                                                | 2 – 0                                                               | Emirati Arabi Uniti                                                 | Qual. Mondiali 2026                                                 | -                                                                   |                                                                     |
| 25-3-2025                                                           | Teheran                                                             | Iran                                                                | 2 – 2                                                               | Uzbekistan                                                          | Qual. Mondiali 2026                                                 | -                                                                   |                                                                     |
| Totale                                                              |                                                                     | Presenze                                                            | 59                                                                  |                                                                     | Reti                                                                | 6                                                                   |                                                                     |

## Palmarès

### Club

#### Competizioni nazionali
- Campionato iraniano: 1

Persepolis: 2019-2020
- Supercoppa d'Iran: 2

Persepolis: 2019, 2020